# Volvo FL
Le Volvo « FL » (Forward cab et Low-level cab) est un camion de distribution produit par Volvo Trucks.

## Historique
Sa commercialisation a commencé durant l'été 1985. Il s'est décliné depuis en plusieurs modèles de tailles différentes. 